# Alice (Avril Lavigne)
Alice è un brano musicale della cantautrice canadese Avril Lavigne, pubblicato nel 2010 e registrato per la colonna sonora del film diretto da Tim Burton Alice in Wonderland. Il brano è stato inizialmente inserito nella colonna sonora Almost Alice, composta da Danny Elfman e pubblicata il 5 marzo 2010; nel 2011 è stato incluso nel quarto album in studio di Avril, Goodbye Lullaby, nella sua versione normale e come b-side del singolo apripista dell'album What the Hell nella sua versione estesa.
Il brano era, originariamente, una ballata composta al pianoforte.
La collaborazione tra Avril Lavigne e Tim Burton è nata mentre la cantante stava lavorando negli uffici della Disney alla creazione della collezione Alice in Wonderland per la sua linea di abbigliamento Abbey Dawn.

Il pezzo è stato reso pubblico in anteprima sul sito ufficiale della cantante il 27 gennaio 2010, ed è disponibile su iTunes dal 31 gennaio 2010.

Tim Burton ha scelto la canzone come primo brano dei titoli di coda, mentre la Disney l'ha utilizzata per il marketing legato al film, così Avril Lavigne ha girato un video per il brano.

## Accoglienza
William Ruhlmann di AllMusic, nella recensione di Almost Alice, ha descritto Alice come «il classico pezzo del pop/rock presentuoso adolescenziale» dichiarando di come fosse adatto per la rotazione su Radio Disney. Todd Martens, sulla rivista inglese Los Angeles Times, ha apprezzato il brano nella sua inquietudine e per il suo stile più dark, che riprendeva il vecchio sound di Under My Skin. L'introduzione gli è sembrata molto accattivante e surreale, da considerarla a metà strada tra un sogno e un incubo.
Bill Lamb di About.com ha assegnato al brano 4 stelle su 5, apprezzando molto l'interpretazione che Avril Lavigne è riuscita a dare al dilemma di Alice; ha trovato la vocalità della cantante molto emotiva, in grado di esprimere perfettamente la confusione di Alice, dopo essere caduta nel buco, e il suo istinto di sopravvivenza, dopo esser finita nel Paese delle Meraviglie (come si capisce dalle parole del testo: «I'll get by. I'll survive!»). Una rivista canadese, il Calgary Herald, ha apprezzato in maniera lodevole il brano, al punto da considerarlo una delle più belle canzoni nella carriera di Avril Lavigne, che non poteva assolutamente mancare nel suo repertorio.
Nick Levine del Digital Spy considera il pezzo «una grande ballata rock dall'aspetto cupo», molto cinematica e a tratti anche spettrale, anche se necessita di diversi ascolti per essere apprezzata completamente. Oggetto di critica è stato anche il ritornello della canzone: molti hanno apprezzato le doti vocali che la cantante dimostra riuscendo a mantenere note alte per un lungo lasso di tempo, altri invece lo reputano troppo urlato, un tentativo fallito della cantante di venir fuori con la voce di Amy Lee.

## Video
Il video, girato nei giorni 26 e 27 gennaio 2010, è diretto da Dave Meyers, che ha voluto rappresentare la canzone con un tocco gotico. È stata invece una decisione della cantante includere le numerose scene con il piano proprio per evidenziare il suo importante contributo nella canzone. Il video ufficiale è stato reso disponibile da Walt Disney Pictures il 18 febbraio 2010.
Il video comincia con Avril (immedesimata in Alice, la protagonista del film) che segue un coniglio bianco in una foresta; quando si comincia a sentire il suono del piano, la scena si stacca e vengono riprese le mani di Avril che suonano il pianoforte. Si ritorna al personaggio di Avril nella foresta, che inciampa e cade in un buco vicino ad un grande albero; durante la caduta si vede la scena tratta dal film in cui Alice cade insieme ai suoi oggetti, tra cui anche un piano.

Quando Avril si sveglia, è sdraiata per terra, in fondo al buco, con un vestito scuro e con dei calzini sui quali sono disegnati i semi delle carte da poker. Avril arrampicandosi riesce a uscire dal fosso; una volta fuori scopre di essere finita nel Paese delle meraviglie. Durante il primo ritornello si alternano le scene tra l'Avril/Alice che corre nella foresta e Avril che canta e suona la canzone al piano. Inoltre si vede, anche se per poco, l'immagine dello Stregatto.
La seconda strofa vede Avril arrivare ad una tavola imbandita durante l'ora del tè dove l'attende il Cappellaio Matto, interpretato da Johnny Depp. L'eco di alcune parole della canzone sono pronunciate da un'immagine in dissolvenza raffigurante il volto della cantante che appare e scompare. Alla fine della seconda strofa Avril si alza dal tavolo e va via. Durante il secondo ritornello ritornano le scene di Avril che corre nella foresta fino ad arrivare ad un piano circondato da funghi giganti; le immagini seguenti vedono Avril prima al piano che canta, poi correre nella foresta tra alberi sottili. Vengono mostrate in seguito diverse scene tratte dal film.

Il video termina con Avril che esce dalla foresta e si ritrova con i suoi abiti normali, quelli che indossava prima di essere caduta nel buco.

## Tracce

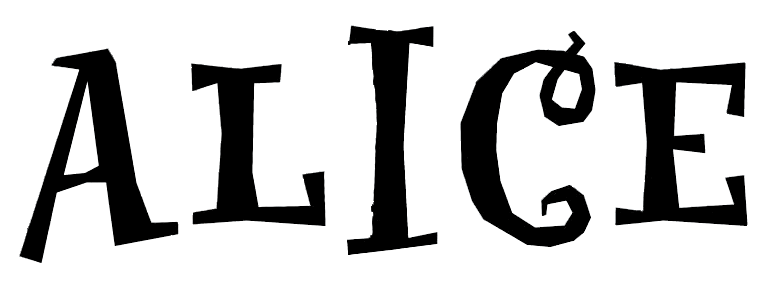
Logo utilizzato per la copertina del singolo.

Download digitale
1. Alice – 3:34

CD singolo
1. Alice – 3:34
2. Plain White T's – Welcome to Mistery – 4:27

## Classifiche
| Classifica (2010) | Posizione massima |
| ----------------- | ----------------- |
| Australia         | 39                |
| Austria           | 19                |
| Belgio (Fiandre)  | 69                |
| Canada            | 31                |
| Germania          | 27                |
| Giappone          | 4                 |
| Italia            | 25                |
| Paesi Bassi       | 99                |
| Regno Unito       | 59                |
| Repubblica Ceca   | 24                |
| Slovacchia        | 58                |
| Spagna            | 43                |
| Stati Uniti       | 71                |
| Svizzera          | 73                |